# Traditionsschiff

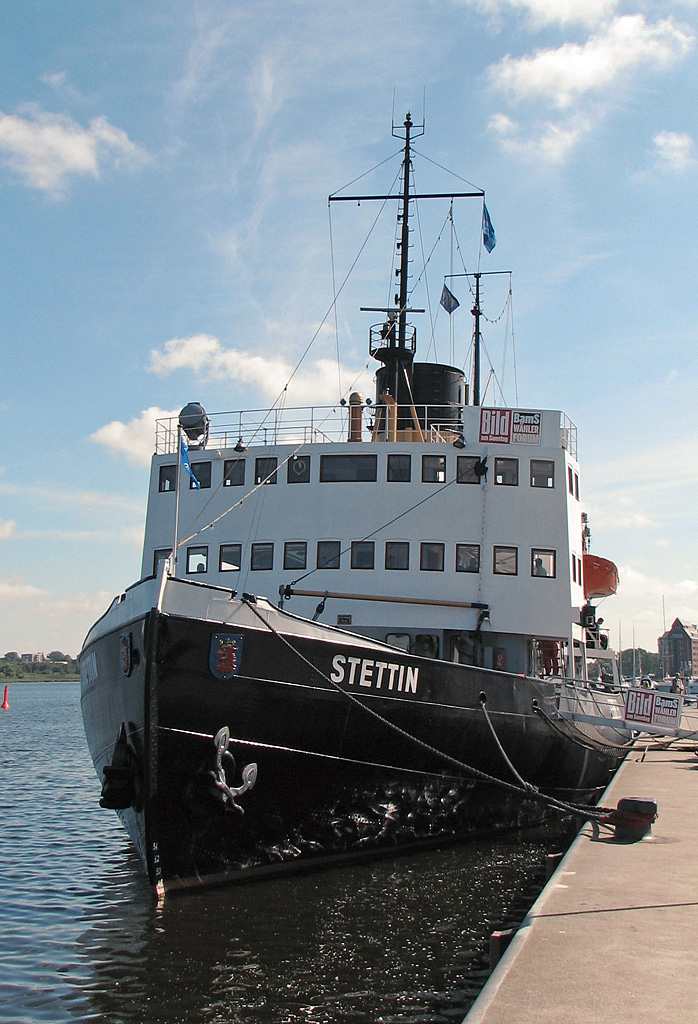
Dampfeisbrecher Stettin

Der Begriff Traditionsschiff hat zwei verschiedene Bedeutungen. Im Volksmund werden als „Traditionsschiffe“ ältere Schiffe und Boote bezeichnet, die weitgehend in ihrem ursprünglichen Zustand erhalten sind oder in einen derartigen Zustand zurückversetzt wurden, aber nicht zwingend einen Originalzustand ihrer Geschichte darstellen. Auch Museumsschiffe, wie beispielsweise die MS Dresden als „Traditionsschiff Typ Frieden“ (Name verwendet von 1970 bis 2013), werden gemeinhin einbezogen.
Außerdem ist „Traditionsschiff“ in mehreren Ländern ein rechtlich bindender Begriff für – in der Regel ältere oder traditionell betriebene – Schiffe, die zum Erhalt der Schifffahrtstradition von den heutigen Standards abweichende Auflagen für Sicherheitszeugnisse und Befähigungszeugnisse der Besatzungsmitglieder erfüllen müssen, als z. B. reguläre gewerblich betriebene Schiffe es müssten.
Traditionsschiffe werden von Museumshäfen, Einzelpersonen oder Betreibergesellschaften und -gemeinschaften unterschiedlicher Rechtsform in oft mühsamer Arbeit unterhalten, um Einblick in frühere Epochen der Schifffahrt, des Schiffbaus oder der Seemannschaft zu gewähren (siehe auch Geschichte der Seefahrt).

## Traditionsschiffe (Seeschiffe) in Europa
„Traditionsschiff“ ist in den Ländern Dänemark, Deutschland, Estland, Finnland, den Niederlanden, Norwegen, Schweden (als „Traditionsfartyg“), Spanien und dem Vereinigten Königreich (als „traditional ship“) ein rechtlich bindender Begriff, der bei der Vereinbarung über die gegenseitige Anerkennung von Zeugnissen für den sicheren Betrieb von Traditionsschiffen in europäischen Gewässern und von Befähigungszeugnissen für Besatzungsmitglieder von Traditionsschiffen (Memorandum of Understanding) benutzt wird. Das Memorandum regelt die gegenseitige Anerkennung der Sicherheitszeugnisse und Befähigungszeugnisse der Traditionsschiffe unter den dort genannten Bedingungen durch die Unterzeichnerstaaten.
Im Dachverband der Europäischen Traditionsschiffe European Maritime Heritage kooperieren die nationalen Dachverbände der Europäischen Traditionsschiffahrt. Neben regelmäßigen Kongressen und einem Newsletter ist eine wesentliche Veröffentlichung die „Charta von Barcelona“, die die Mindestansprüche bezüglich Restaurierung und Konservierung von Traditionsschiffen darstellt.
Der politische Auftrag an die europäischen Regierungen ist unter anderem dokumentiert in der Recommendation 1486(2000) des Europaparlaments und lautet:
„The Assembly therefore recommends that the Committee of Ministers: … support and encourage public and private bodies and voluntary associations which preserve historic vessels, or life-size or large scale replicas, in working order; encourage the display and use of these vessels for the education and enjoyment of the general public; encourage further development of a system of mutual acceptability by the maritime authorities of nation states of standards for the safe operation of traditional vessels in European waters.“

### Traditionsschiff See in Deutschland

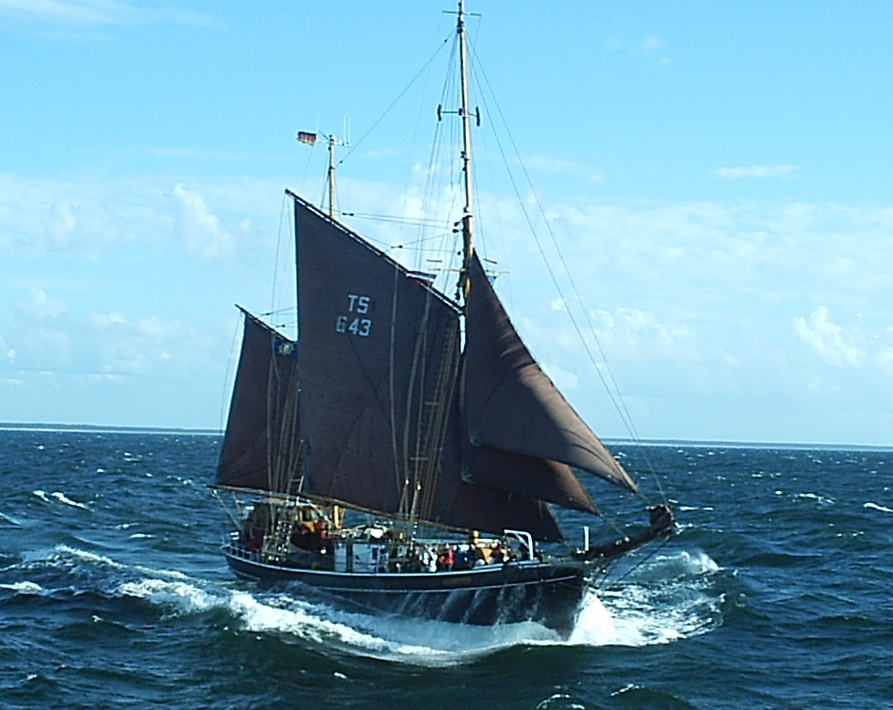
Seute Deern, das erste Schiff von Clipper, der ältesten und größten deutschen Sail-Training-Organisation

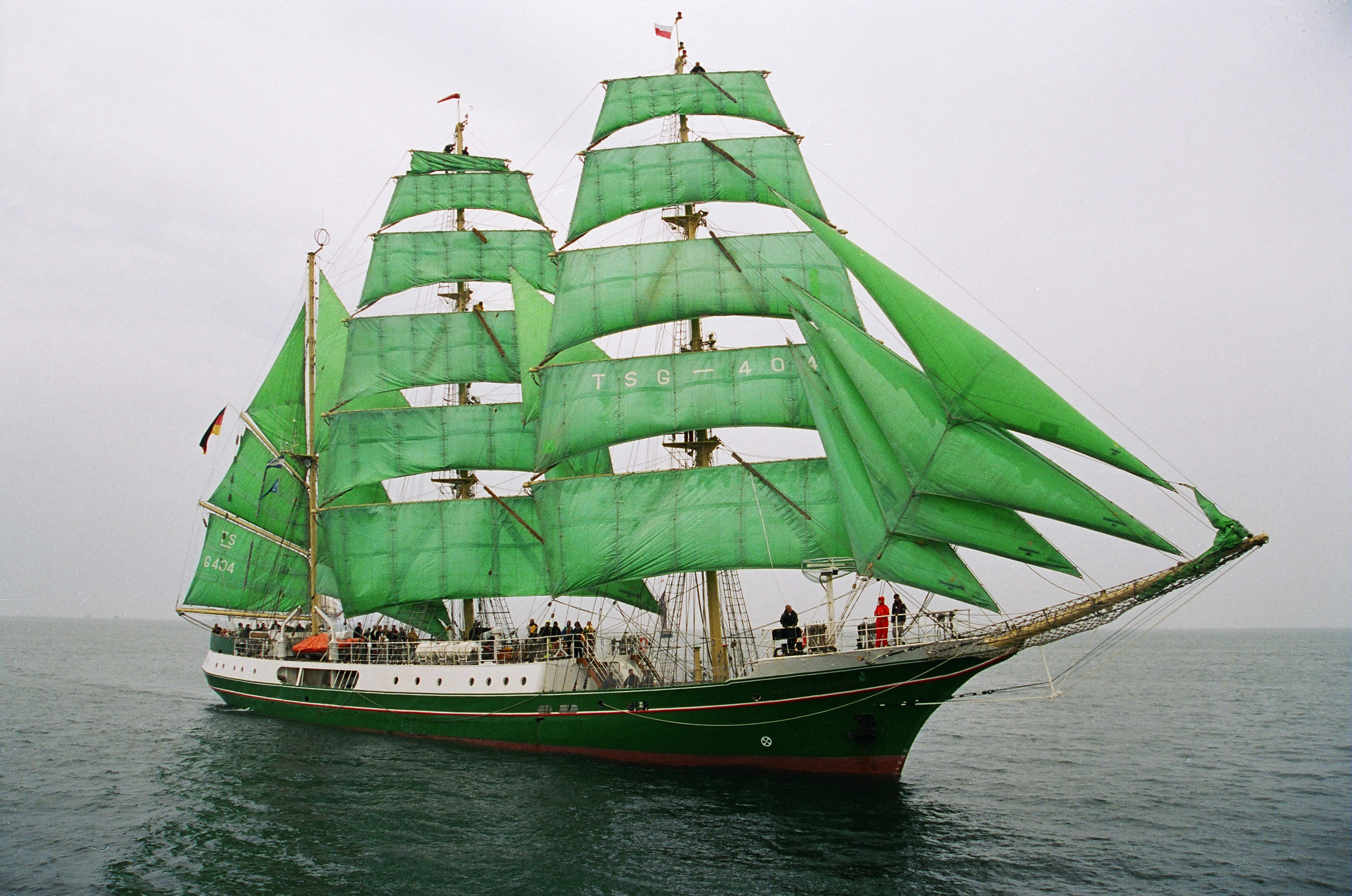
Alexander von Humboldt, langjähriges Flaggschiff der Sail Training Association Germany, inzwischen Hotel- und Tagungsschiff

In Deutschland ist der Begriff "Traditionsschiff" sowie dessen Zulassung und Betrieb in der Anlage 1a Teil 3 der Schiffssicherheitsverordnung geregelt. Traditionsschiffe sind historische Wasserfahrzeuge, an deren Präsentation in Fahrt ein öffentliches Interesse besteht.
Historische Wasserfahrzeuge sind Schiffe, die:
- hauptsächlich mit den Originalwerkstoffen im Original gebaut worden sind und wegen ihrer Bauart, Konstruktion, ihres ehemaligen Nutzungszwecks und ihrer Seltenheit erhaltenswert sind,
- zwar nicht originalgetreu sind, aber deren Gesamterscheinung einem Vorläufertyp entspricht, den es früher nachweislich gegeben hat (anerkannte Rückbauten),
- einem historischen Vorbild nachgebildet sind (Nachbauten) oder
- sich als Segelschulschiffe für die fundierte Ausbildung in traditioneller Seemannschaft besonders eignen und mindestens 24 m lang sind (Segelschulungsschiffe).

Traditionsschiffe benötigen nach der Schiffssicherheitsverordnung ein Sicherheitszeugnis der Dienststelle Schiffssicherheit der BG Verkehr. Mit diesem Zeugnis dürfen die Betreiber ihre Schiffe nicht-gewerblich betreiben, in dem sie mitfahrenden Gästen historische Schiffsbetriebstechnik und traditionelle Seemannschaft vermitteln.
Schiffsführer von Traditionsschiffen benötigen keine Berufspatente ("Befähigungszeugnisse") nach dem internationalen STCW-Übereinkommen, sondern je nach Größe, Zahl der mitfahrenden Personen und Fahrtgebiet einen Sportbootführerschein See, einen Sportsee- oder einen Sporthochseeschifferschein ("Befähigungsnachweise"). Bei Traditionsschiffen ab 25 m Rumpflänge ist für den Schiffsführer oder Maschinisten ein Zusatzeintrag in seinem Sportsee- oder Sporthochseeschifferschein erforderlich. Die fachlichen Anforderungen für diese Zusatzeinträge legt die Gemeinsame Kommission für historische Wasserfahrzeuge (GSHW e. V.), der deutsche Dachverband für Traditionsschiffe, fest. Die Regelbesatzung für die Traditionsschiffe ergibt sich aus der Anlage 4 der Sportseeschifferscheinverordnung.
Bei Streitigkeiten um die Ausstellung eines Sicherheitszeugnisses für ein Traditionsschiff kann sich ein Betreiber an die Ombudsstelle für Traditionsschifffahrt wenden. Die Ombudsstelle unterbreitet dann einen nicht bindenden Vermittlungsvorschlag.
Gemäß der AGMD (Arbeitsgemeinschaft Deutscher Museumshäfen) und der GSHW sank die Zahl der zugelassenen Traditionsschiffe von 150 in den 2000er Jahren bis auf 105 im Jahr 2013.

### Traditionsschiff See in der Schweiz
Der Begriff „Traditionsschiff“ ist in der Schweiz nicht durch Gesetze oder Verordnungen enger definiert. Dennoch wurde die Salomon als Sonderfall im Rahmen der Schweizer Seefahrt in ihrem Seebrief als „Traditional Ship, Sailing Vessel with Auxiliary Engine“ bezeichnet. Dies ist eine Einzelfallentscheidung, die aufgrund der nachfolgenden Umstände erfolgte: Im Rahmen der Zulassung der Salomon bestand für das zuständige Seeschifffahrtsamt des Eidgenössischen Departements für auswärtige Angelegenheiten die Problematik, dass das Schiff aufgrund Größe und geplantem Einsatzgebiet nicht unter die Schweizer Jachtverordnung fiel. Mit Artikel 35 Absatz 1 des Schweizer Seeschifffahrtsgesetzes besteht jedoch die Möglichkeit, ein seegehendes Fahrzeug analog zu einem kommerziellen Handelsschiff zu registrieren. Eine solche Registrierung setzt voraus, dass Eigner und Unternehmen inländisch sind und das Schiff mit philanthropischen, humanitären, wissenschaftlichen, kulturellen oder ähnlichen Zweck betreibt. Dieser wurde nach Überprüfung gesehen. Da keine entsprechenden Richtlinien in der Schweiz selbst vorliegen, erfolgen die Besichtigungen im Rahmen der Sicherheitsinspektionen und Wartung unter Beiziehung einen in Deutschland öffentlich bestellten und vereidigten Sachverständigen für das Sachgebiet Traditionsschiffe. Dieser legt hierbei die deutschen „Sicherheitsrichtlinien für Traditionsschiffe“ bei seiner Arbeit zugrunde.

## Traditionsschiff Binnen in Europa
Die technische Zulassung von Binnenschiffen in der EG wird mit den „Technischen Vorschriften für Binnenschiffe“, kurz ES-TRIN, geregelt.
Diese EG-Richtlinie enthält ein Kapitel 24 „Sonderbestimmungen für Traditionsfahrzeuge“. In diesem Kapitel wird festgelegt, dass Traditionsfahrzeuge von den in den anderen Kapiteln festgelegten Anforderungen abweichen können, wenn sie einer gesonderten technischen Untersuchung unterzogen werden.

### Traditionsschiff Binnen in Deutschland
Die nationale Umsetzung der EG-Richtlinie in deutsches Recht ist die „Verordnung über die Schiffssicherheit in der Binnenschifffahrt“ (Binnenschiffsuntersuchungsordnung). Hier wird in Paragraph 31 ein den Anforderungen des Kapitels 24 ES-TRIN entsprechendes Traditionsfahrzeug für die Fahrgastbeförderung zugelassen.